# ルーラー (護衛空母)
|          |                                          |
| 艦歴     |                                          |
| 発注     |                                          |
| 起工     | 1943年3月25日                            |
| 進水     | 1943年8月21日                            |
| 就役     | 1943年12月22日                           |
| 退役     | 1946年1月29日                            |
| 除籍     | 1946年3月20日                            |
| その後   | スクラップとして廃棄                     |
| 性能諸元 |                                          |
| 排水量   | 15,390トン                               |
| 全長     | 492 ft (150 m)                           |
| 全幅     | 108 ft 6 in (33 m)                       |
| 吃水     | 26 ft (7.9 m)                            |
| 機関     | 蒸気タービン1軸推進、8,500 shp           |
| 最大速   | 18 ノット (33 km/h)                      |
| 航続距離 |                                          |
| 乗員     | 士官、兵員646名                          |
| 兵装     | 5インチ砲2門、40mm機銃16基、20mm機銃35基 |
| 搭載機   | 30                                       |

セント・ジョセフ (USS St. Joseph, AVG/ACV/CVE-50) は、アメリカ海軍の護衛空母。ボーグ級航空母艦の1隻。艦名はフロリダ州のセント・ジョセフ湾に因んで命名された。

## 艦歴
セント・ジョセフは海事委任契約の下ワシントン州タコマのシアトル・タコマ造船所で1943年3月25日に起工する。1943年7月15日に CVE-50（護衛空母）に艦種変更され、1943年8月21日にW・W・スマイス夫人によって進水する。1943年12月22日にレンドリース法に基づきイギリス海軍へ引き渡され、同日ルーラー (HMS Ruler, D72) の艦名でイギリス海軍で就役する
ルーラーは1944年を北大西洋で活動し、アメリカからイギリスへ兵員や物資を運搬する船団の護衛に従事した。1945年の前半には太平洋戦線へ移動し、沖縄戦の支援に参加した。
戦争が終了するとルーラーは1946年1月28日にバージニア州ノーフォークに帰還、1月29日にイギリス海軍を退役し、アメリカ海軍へ返還された。1946年3月20日に除籍され、5月13日に売却、同年の内に廃棄された。